# ديب كارسون
ديب كارسون (بالإنجليزية: Deb Carson)‏ هي صحفية ومقدمة تلفزيونية ومعلقة رياضية ومذيعة أخبار أمريكية، ولدت في 8 سبتمبر 1966 في واشنطن العاصمة في الولايات المتحدة.

## وصلات خارجية
- الموقع الرسمي
- ديب كارسون على موقع IMDb (الإنجليزية)